# 蘇原柿沢町
蘇原柿沢町（そはらかきざわちょう）は、岐阜県各務原市の地名。現行行政町名は蘇原柿沢町一丁目から蘇原柿沢町三丁目。

## 地理
各務原市の蘇原地区に属する。
町域の東部は蘇原旭町、西部は蘇原沢上町、南部は蘇原早苗町、北部は蘇原新栄町、蘇原青雲町に接する。
かつての稲葉郡蘇原町三柿野の一部であり、地名は1874年まで存在した各務郡柿沢村に因み、蘇原町三柿野の通称地名である
道路
- 蘇原中央通り
- いちょう通り

## 歴史
1874年（明治7年）9月、各務郡柿沢村、三滝新田、野村が合併し三柿野村が発足。1897年（明治30年）4月、伊飛島村、和合村、大宮村、古市場村、持田村と合併し蘇原村（1943年に町制施行し蘇原町）が発足。この地域は蘇原村大字三柿野の一部となる。
川崎航空機工業岐阜工場が戦時体制による従業員の増加に伴い、1943年（昭和18年）頃、現在の蘇原旭町及びその周辺に約500戸の社宅（旭住宅）を建設。一帯を旭地域とも呼ばれていた。1943年（昭和18年）に町制施行により蘇原町が発足すると、市街地となった大字三柿野に通称地名が設定され、この地域は柿沢町の通称名で呼ばれるようになる。
1963年（昭和38年）4月1日、蘇原町は那加町、鵜沼町、稲羽町と合併し各務原市が発足すると、大字三柿野から分立し蘇原柿沢町が成立。

## 世帯数と人口
2024年（令和6年）10月1日現在の世帯数と人口は以下の通りである
| 丁目             | 世帯数  | 人口  |
| ---------------- | ------- | ----- |
| 蘇原柿沢町一丁目 | 127世帯 | 294人 |
| 蘇原柿沢町二丁目 | 89世帯  | 179人 |
| 蘇原柿沢町三丁目 | 98世帯  | 193人 |
| 計               | 314世帯 | 666人 |

## 小・中学校の学区
市立小・中学校に通う場合、学区は以下の通りとなる。
| 番・番地等 | 小学校                   | 中学校               |
| ---------- | ------------------------ | -------------------- |
| 全域       | 各務原市立蘇原第二小学校 | 各務原市立蘇原中学校 |

## 主な施設
- 各務原柿沢郵便局
- 柿沢ふれあいセンター
- 大垣西濃信用金庫各務原支店
- 旭神社
- 稲荷神社（長者稲荷） - 銀幣社

## 交通
- 各務原市ふれあいバス蘇原線